# Erwin A. Schmidl
Erwin A. Schmidl (* 15. Dezember 1956 in Wien) ist ein österreichischer Militärhistoriker.

## Leben
Schmidl studierte Geschichte, Völkerkunde und Kunstgeschichte an der Universität Wien. 1981 wurde er mit einer Dissertation über den Burenkrieg an der Philosophischen Fakultät zum Dr. phil. (sub auspiciis praesidentis) promoviert. 1993 absolvierte er einen postgradualen Kurs an der Europa-Akademie Wien und 2001 habilitierte er sich über die „Entwicklung internationaler Friedensoperationen“ an der Universität Innsbruck.
1981 wurde er wissenschaftlicher Mitarbeiter am Heeresgeschichtlichen Museum (HGM) in Wien. Zuletzt war er Leiter der Militärwissenschaftlichen bzw. Militärgeschichtlichen Forschungsabteilung des HGM. 1991 wurde er Mitarbeiter der Abteilung für internationale Organisationen, insbesondere Angelegenheiten der Vereinten Nationen im österreichischen Außenministerium. 1994 war er als UN-Beobachter in Südafrika. 1994/95 war er Hauptreferatsleiter „Publikationswesen“ am HGM und 1995/96 J. Randolph Senior Fellow am United States Institute of Peace in Washington, D.C. Von 1996 bis 2001 arbeitete er im Militärwissenschaftlichen Büro und war zuletzt Leiter der Forschungsabteilung.
Im Jahr 2001 wurde er Universitätsdozent für Neuere Geschichte und Zeitgeschichte an der Universität Innsbruck. Gleichzeitig war er von 2001 bis 2014 Fachbereichsleiter „Zeitgeschichte“ am Institut für Strategie und Sicherheitspolitik der Landesverteidigungsakademie in Wien, das er von 2007 bis 2008 und ab 2012  (interimistisch) leitete. Er trägt den Titel Hofrat. 2004 war er Gastdozent an der Universität Pretoria. Darüber hinaus war er Lektor am Institut für Zeitgeschichte der Universität Wien.
Von 2010 bis 2015 war er Generalsekretär der Internationalen Kommission für Militärgeschichte, seit 2015 weiterhin Vorstandsmitglied. Er ist Präsident der Österreichischen Kommission für Militärgeschichte, der Österreichischen Gesellschaft für Heereskunde und des Österreichisch-Südafrikanischen Clubs sowie Generalsekretär des Verbandes österreichischer Historiker und Geschichtsvereine. Überdies ist er Mitglied des Advisory Boards des Ludwig-Boltzmann-Instituts für Kriegsfolgen-Forschung in Graz-Wien-Raabs.
Seine Forschungsschwerpunkte sind Militärgeschichte und Sicherheitspolitik.
Schmidl ist verheiratet und lebt in Wien und Graz.

## Auszeichnungen
- 1980: Fritz-Eckart-Stipendium des Universitätsbundes Alma Mater Rudolfina (Absolventenverein der Universität Wien)
- 1984: Ludwig-Jedlicka-Gedächtnispreis

## Schriften (Auswahl)
- Georg Hoffmann: Erwin A. Schmidl. Schriftenverzeichnis. In: Alma Hannig, Claudia Reichl-Ham (Hrsg.): Zwischen Krieg und Frieden: Festschrift für Erwin A. Schmidl zum 65. Geburtstag. Verlag Militaria, Wien 2021, ISBN 978-3-903341-20-3, S. 658–669.

### Monografien
- Der „Anschluss“ Österreichs. Der deutsche Einmarsch im März 1938. Bernard & Graefe, Bonn 1994, ISBN 3-7637-5936-0.
- mit Wolfgang Etschmann, Tamara Scheer: An der Grenze. Der erste Einrückungstermin des Bundesheeres und der Einsatz während der Ungarnkrise 1956. Vehling, Graz 2006, ISBN 978-3-85333-129-3.
- Blaue Helme, Rotes Kreuz. Das österreichische UN-Sanitätskontingent im Kongo, 1960 bis 1963 (= Peacekeeping-Studien. Band 1). 2. Auflage, Studienverlag, Innsbruck u. a. 2010, ISBN 978-3-7065-4995-0. (1. Auflage 1995)
- Going international. In the service of peace. The Austrian Armed Forces and Austrian participation in international missions since 1960. 5., vollständig überarbeitete und aktualisierte Auflage, Vehling, Graz 2015, ISBN 978-3-85333-257-3. (1. Auflage 2010)
- Habsburgs jüdische Soldaten. 1788–1918. Böhlau, Wien u. a. 2014, ISBN 978-3-205-79567-4.

### Herausgeberschaften
- mit Manfried Rauchensteiner: Formen des Krieges. Vom Mittelalter zum "low intensity conflict" (= Forschungen zur Militärgeschichte. Band 1). Verlag Styria, Graz u. a. 1991, ISBN 3-222-12139-7.
- Freund oder Feind? Kombattanten, Nichtkombattanten und Zivilisten in Krieg und Bürgerkrieg seit dem 18. Jahrhundert (= Rechts- und sozialwissenschaftliche Reihe. Band 11). Lang, Frankfurt am Main u. a. 1995, ISBN 3-631-47005-3.
- Die Ungarnkrise 1956 und Österreich. Böhlau, Wien u. a. 2002, ISBN 3-205-77009-9.
- mit Peter Broucek: Johann Christoph Allmayer-Beck. Militär, Geschichte und politische Bildung. Aus Anlaß des 85. Geburtstages des Autors. Böhlau, Wien u. a. 2003, ISBN 3-205-77117-6.
- mit Walter Blasi, Felix Schneider: B-Gendarmerie, Waffenlager und Nachrichtendienste. Der militärische Weg zum Staatsvertrag. Böhlau, Wien u. a. 2005, ISBN 3-205-77267-9.
- mit Christoph Neumayer: Des Kaisers Bosniaken. Die bosnisch-herzegowinischen Truppen in der k. u. k. Armee. Geschichte und Uniformierung von 1878 bis 1918. Verlag Militaria, Wien 2008, ISBN 978-3-902526-16-8.
- Österreich im frühen Kalten Krieg. 1945–1958. Spione, Partisanen, Kriegspläne. Böhlau, Wien u. a. 2010, ISBN 3-205-99216-4.
- mit Wolfgang Etschmann, Tamara Scheer: An der Grenze. Der erste Einrückungstermin des Bundesheeres und der Einsatz während der Ungarnkrise 1956. Vehling, Graz 2006.
- mit Robert Kriechbaumer, Wolfgang Mueller: Politik und Militär im 19. und 20. Jahrhundert. Österreichische und europäische Aspekte. Festschrift für Manfried Rauchensteiner (= Schriftenreihe des Forschungsinstitutes für politisch-historische Studien der Dr.-Wilfried-Haslauer-Bibliothek. 58). Böhlau, Wien 2017, ISBN 978-3-205-20417-6.